# Logisticus sesquivittatus
Logisticus sesquivittatus là một loài bọ cánh cứng trong họ Cerambycidae.